# 末高ヨーコ
末高 ヨーコ（すえたか ヨーコ）は、日本の衣装デザイナー、スタイリストである。北九州市出身。株式会社ジュテーム・ラ・ジューヌ代表。

## 経歴
福岡県立八幡高等学校から文化服装学院に進学、卒業と同時に株式会社イッセイミヤケに入社。1995年、コンサート衣裳デザイン、衣裳製作、スタイリストとして独立。
1997年、広末涼子がセカンドシングル「大スキ!」で『日本レコード大賞』『第48回NHK紅白歌合戦』に初出場を果たした際、衣裳デザイン、製作を担当。
ポケットビスケッツ、ブラックビスケッツの衣裳製作＆スタイリング等を経て、1999年、松任谷由実がロシアのサーカスチームとコラボレートしたコンサート『シャングリラ』に衣裳ディレクターとして参加。2007年の『シャングリラIII』にも同ディレクターとして参加。
2003年頃から、タレントベッキーの専属スタイリストとして2009年までの7年間に渡り、TV、CM、ファッション誌の全てを担当。

2014年、自身が代表を務める株式会社ジュテーム・ラ・ジューヌ設立。
西武グループ主催のファッションセミナーや、服飾系専門学校の講師を務めたり、『@サプリッ!』（日本テレビ）や『はなまるマーケット』（TBS）などの情報バラエティでファッションチェックを行う等、本人自らの露出も行っている。

## 主な担当アーティスト
- ベッキー
- 松任谷由実
  - コンサート『シャングリラ』（1999年）衣装ディレクター
  - 『シャングリラIII』（2007年）　衣裳ディレクター
- 広末涼子
  - 『日本レコード大賞』『第48回NHK紅白歌合戦』（楽曲：「大スキ!」）　出場時の衣裳デザイン、製作。
  - CM「Meltykiss」（明治製菓）衣裳デザイン、製作、スタイリング
- 千秋　ファッション誌「KERA」アートページスタイリング
- ポケットビスケッツ
  - 2ndシングル「Red Angel」衣裳製作
  - オリジナルアルバム「Colorful」ジャケットスタイリング
- ブラックビスケッツ1stシングル「STAMINA」（1997年12月3日）、2ndシングル「Timing」（1998年4月22日）衣裳製作＆スタイリング
- Kiroro　『第50回NHK紅白歌合戦』1999年『日本レコード大賞』（楽曲：「長い間」）出場時の衣裳デザイン、製作、スタイリング
- サンリオピューロランド、スペースワールド、ハウステンボスなどのアミューズメントパークのパレード、ショーの衣裳デザイン、監修
- NMB48　TV番組「NMB48 げいにん!」制服デザイン、製作、スタイリング
- SKE48　TV番組「SKE48のマジカル・ラジオ」　衣裳デザイン、製作、スタイリング
- HKT48、乃木坂46　TV番組「乃木坂46×HKT48 冠番組バトル!」、『NOGIBINGO!』、『HKT48トンコツ魔法少女学院』　衣裳デザイン、製作、スタイリング
- ポカスカジャン　「アッコとマチャミの新型テレビ」　衣裳デザイン、製作
- SHAZNA　コンサートツアー（1999年）　ステージ衣裳デザイン、製作
- MAX 「MAX LIVE CONTACT 1999 "Sunny Holiday"」（1999年に行われた全国ツアー）　衣裳ディレクション、スタイリング
- チームしゃちほこ　2012年デビュー時の「鯉のぼり衣裳」から2015年『鯱詣』までの衣裳デザイン、製作、スタイリング
- 深田恭子　デビュー時のロッテCM　スタイリング

ほかに前田亜季、後藤理沙、根本はるみ、キングコング、栗山千明、宮崎あおいなど。

## 著書
- 『手づくり大好き』 末高陽子、おさだのび子製作・指導、金の星社（NHKひとりでできるもん!）、2000年